# Luwsan-Ajuuszijn Daszdemberel
Luwsan-Ajuuszijn Daszdemberel (mong. Лувсан-Аюушийн Дашдэмбэрэл, ur. 17 maja 1940 w ajmaku selengijskim) – mongolski biegacz narciarski, dwukrotny olimpijczyk.
Na zimowych igrzyskach olimpijskich w Innsbrucku wystartował w biegu na 15 kilometrów, cztery lata później wziął udział w biegach na 15 i 30 kilometrów, we wszystkich trzech startach zajmując miejsce 54.